# Márcia Peltier
Márcia Bokel Peltier, nascida Márcia Ribas Bokel, também conhecida como Márcia Peltier de Queiroz (Rio de Janeiro, 1954), é uma jornalista, apresentadora, escritora, cronista e radialista brasileira.

## Carreira
Trabalhou no programa Sem Censura da TVE Brasil (1991-1993), apresentou eventualmente o Jornal da Globo entre 1987 e 1991,  foi apresentadora fixa do Jornal Hoje, fazendo par com Leila Cordeiro, em 1989, com Marcos Hummel, entre 1989 e 1991 e com  Valéria Monteiro em 1991. Também trabalhou por alguns meses no SBT dentro da redação de jornalismo do extinto TJ Brasil, esse período foi entre meados de 1992.
Foi âncora do Jornal da Manchete de 1993 a 1998 e colunista do Jornal do Brasil de 2001 a 2006. Apresentou ainda o programa Márcia Peltier Pesquisa, na Rede Manchete, o feminino Mulheres do Brasil, Domingo com Márcia Peltier e também o Canal Livre, na Band, o Informe RJ, da Record Rio (2005-2006), o Programa Márcia Peltier na Super Rádio Tupi (2006-2008) e o reality Clube das Mulheres na RedeTV! (2008).
Trabalhou na TV foi como apresentadora do Márcia Peltier Entrevista, na CNT, e como apresentadora do Márcia Peltier Entrevista na Rádio JB FM, no Rio de Janeiro.

## Obras
- Poética(mente) – Vida e sobrevida de um poeta (poemas) - Nova Fronteira, 1986
- As garras do mel (poesia) - Rocco, 1989[1]
- Uma aventura ecológica (infanto-juvenil) - Nova Fronteira, 1990[1]
- Os porcos espinhos também amam (infanto-juvenil) - Bertrand Brasil, 1990
- Os povos da floresta (infanto-juvenil) - Nova Fronteira, 1991
- O menino que virou bicho no mato (infanto-juvenil) - Vozes, 1991
- As Ilhas de Becatan (poemas) - Nova Fronteira, 1991
- O que pensam as mulheres? (crônicas) - Relume Dumará – Ediouro, 2005
- Todas as coisas visíveis e invisíveis - Casa da Palavra, 2014

## Filmografia
| Ano       | Título                      | Função               | Emissora          |
| --------- | --------------------------- | -------------------- | ----------------- |
| 1987-1990 | Jornal da Globo             | Colunista de cultura | Rede Globo        |
| 1989-1991 | Jornal Hoje                 | Apresentadora        | Rede Globo        |
| 1991-1993 | Sem Censura                 | Apresentadora        | TVE Brasil        |
| 1993-1999 | Jornal da Manchete          | Apresentadora        | Rede Manchete     |
| 1995-1999 | Márcia Peltier Pesquisa     | Apresentadora        | Rede Manchete     |
| 1999-2001 | Encontro com Márcia Peltier | Apresentadora        | Rede Bandeirantes |
| 2001-2004 | Domingo com Márcia Peltier  | Apresentadora        | Rede Bandeirantes |
| 2002-2003 | Canal Livre                 | Apresentadora        | Rede Bandeirantes |
| 2005-2006 | Informe Rio                 | Apresentadora        | Record Rio        |
| 2008      | Clube das Mulheres          | Apresentadora        | RedeTV!           |
| 2009-2017 | Márcia Peltier Entrevista   | Apresentadora        | CNT               |